# Gaspard de Chavagnac
Gaspard de Chavagnac, né à Blesle en 1624 et mort le 11 février 1695, est un officier et diplomate français. Il a été maréchal de camp des armées du roi, mais aussi général des armées de l'Empereur et son ambassadeur en Pologne. Il est l'auteur de Mémoires qui portent sur la période 1638-1681.

## Biographie
Gaspard de Chavagnac est le fils de Josué de Chavagnac et de Gillette de Louet de Calvisson. Josué de Chavagnac était protestant et gouverneur de Montauban, ancienne place de sûreté calviniste ; en 1642, il est arrêté sur l'ordre de Richelieu en tant qu'ami de Cinq-Mars et de Christophe de Thou, mais il sauve sa tête et il est libéré en 1644 ; il se convertit au catholicisme.
Il vécut à Blesle, lieu de sa naissance, jusque vers l'âge de douze ou treize ans. Son père le confia alors à son ami le maréchal de Châtillon, Gaspard III de Coligny, qui l'emmena dès 1638 à l'armée.
Pendant la Fronde, il prit parti pour le prince de Condé. Mais il finit par se retourner contre lui et passa du côté du roi, ce qui lui valut le brevet de maréchal de camp.
En 1665, il se mit au service du roi d'Espagne Philippe IV. Après la mort de ce roi, intervenue peu après (17 septembre 1665), il se rendit à Vienne et entra au service de l'Empereur. Il s'attacha à Charles de Lorraine. En 1672, il fut désigné comme ambassadeur de l'Empereur en Pologne et se fit apprécier dans les négociations pour la succession de Jean II Casimir Vasa. Il participa ensuite à plusieurs batailles sous les ordres de Charles de Lorraine. En 1679, il intervint dans les négociations entre Charles de Lorraine, dépossédé de son duché, et la France.
En 1681, il obtint de Louis XIV le droit de rentrer en France.
Chavagnac s'est marié trois fois, mais n'a pas eu de descendance. Il dédie ses Mémoires à ses neveux. Le plus connu de ces neveux est Henri-Louis de Chavagnac, fils de son frère aîné François.

## Mémoires
Ses Mémoires ont été publiés à Besançon en 1699. Une nouvelle édition, revue, corrigé et annotée, a été donnée par les soins de Jean de Villeurs.